# 1878
Cette page concerne l'année 1878 (MDCCCLXXVIII en chiffres romains) du calendrier grégorien.
L'année 1878 est une année commune qui commence un mardi.

## Événements

### Afrique
- 25 janvier, Zanzibar : après la mort de Arnold Maes (14 janvier) et celle de Louis Crespel (25 janvier), Ernest Cambier prend la tête d’une expédition en Afrique orientale organisée par l’Association internationale africaine. Il atteint le lac Tanganyika en septembre (fin en 1879)[1].
- 21 février : institution de cours de justice à Madagascar. Démobilisation des vieux soldats dont la plupart sont incorporés dans l’administration comme sokaizambohitra (amis des villages) ou comme antily (vigiles) (instructions du 14 juillet 1878)[2].
- 12 mars : Walvis Bay devient colonie britannique[3]. Après 1883, les Allemands occupent la côte du Sud-Ouest africain.
- 17 avril : accompagné d’un seul Africain, l’explorateur français Paul Soleillet part de Saint-Louis du Sénégal pour Ségou où il conclut un traité de commerce et d’amitié avec le sultan Ahmadou, fils d’El Hadj Omar, chez lequel il séjourne d’octobre 1878 à janvier 1879[4].
- 21 avril : départ de Marseille de la première caravane de missionnaires de la congrégation des Pères blancs du cardinal Lavigerie. Ils sont à Zanzibar le 31 mai. La congrégation accueille à Bagamoyo (aujourd'hui en Tanzanie) une centaine de missionnaires de 1878 à 1890, qui se joignent aux deux cents autres déjà installés[5].
- 7 juillet : au Congrès de Berlin, le représentant britannique lord Salisbury déclare au ministre français Waddington ne plus s’opposer à la présence française en Tunisie à la grande irritation du gouvernement italien qui va dès lors s’efforcer d’obtenir pour lui seul le protectorat de la Tunisie[6]. Lors du Congrès de Berlin, un consul italien tente de briser le monopole de la France sur la construction de lignes télégraphiques en Tunisie en cherchant à obtenir la construction d’une liaison entre Tunis et la Sicile[7].
- 15 juillet, Khartoum : Gordon Pacha confie à l’Italien Romolo Gessi (it), qui a servi sous ses ordres, le soin d’éliminer les marchands d’esclaves arabes du Bahr el-Ghazal. Gessi les bât, exécute leur chef Souleiman et délivre 10 000 captifs (15 juillet 1879)[8].
- Juillet : création à Glasgow de la Livingstonia Central Africa Company qui opère dans l’actuel Malawi[9] (African Lakes (en) Company puis African Lakes Corporation en 1894), dont les meilleurs soldats sont recrutés parmi les négriers arabo-swahili et leurs partenaires Yao et Makua.
- 2 août : la Loi pour la préservation de la Paix (Cape Peace Preservation Act) votée au Cap oblige tous les Africains à rendre leurs armes[10]. En octobre, les Sothos refusent de s’exécuter, et la « guerre des fusils » éclate (1879-1881). Le gouverneur en prend prétexte pour déclarer une partie du Basutoland ouverte à la colonisation blanche, ce qui déclenche une insurrection conjointe des Sothos, des gens du Transkei et du Grikaland. L’armée britannique doit se résigner à un compromis en avril 1881 : les Sothos conservent leurs institutions, leurs terres et leurs armes, ces dernières à condition de demander une licence et de verser une compensation au gouvernement du Cap[11].
- 28 août, Égypte : sous la pression de ses créanciers, le khédive Isma'il nomme Nubar Pacha à la tête d’un gouvernement dans lequel un Français et un Anglais, membres de la commission de la dette, sont contrôleurs généraux[12].
- 22 septembre : les troupes françaises, conduites par le lieutenant-colonel Reybaud, fortes de 585 hommes, équipées de 4 canons et 80 chevaux affrontent pendant plusieurs heures les troupes du roi Niamodi Sissoko du Royaume de Logo à Sabouciré (actuellement commune de Logo) sa capitale, située sur la rive gauche du fleuve Sénégal à 25 km de Kayes. Après cinq heures de combat, les Français dominent militairement et gagnent la bataille qui fait 13 morts et 51 blessés chez les Français et 150 morts chez les Khassonkés, dont le roi Niamodi Sissoko[13]. Cette bataille marque le premier acte de résistance contre la pénétration coloniale française sur le territoire de l'actuel Mali.
- 24 octobre : début d’une épidémie de fièvre jaune au Sénégal[14] puis au Sahel.
- 25 novembre : création du Comité d'Études du haut-Congo sous l'égide du roi des Belges Léopold II dans le but d'exploiter économiquement le bassin du Congo[15].
- 11 décembre : le gouverneur de la province du Cap, sir Henry Bartle Frere, envoie un ultimatum au roi des Zoulous Chettiwayo, lui enjoignant de démobiliser son armée en trente jours. Celui-ci s’empresse de regrouper 30 000 guerriers[16].
- 27 décembre : mort de Jean Laborde à Madagascar[17]. Saisie de ses immeubles et occupation par les Malgaches de la côte de Sambirano, théoriquement protectorat français. Échec des négociations. En 1883, les ports malgaches de Tamatave et de Majunga sont bombardés par la marine française, en réponse aux mesures prises par la reine Ranavalona II aux dépens des terres possédées par le consul français.
- Une école de l’Alliance israélite universelle est fondée à Tunis avec l’aide financière de l’Association anglo-juive[18]. Il s’ouvre une période de tolérance religieuse, le bey Mohamed Sadok faisant don de terres pour la construction d’une synagogue.
- À l’exposition universelle de Paris, le khédive Isma'il déclare que son pays présenterait une carte où l’Empire africain de l’Égypte s’étendrait jusqu’au lac Tchad, avec le projet de s’ouvrir une voie jusqu’à l’Atlantique[19].

### Amérique
- 5 janvier, Mexique : premier numéro du journal La Libertad. Justo Sierra (es) et un groupe d’intellectuels y développent le concept de politique scientifique (1878-1884)[20]. Ils proposent, pour mettre fin aux désordres, d’adopter des réformes constitutionnelles visant à renforcer les prérogatives et à prolonger le mandat du président afin de rapprocher le régime d’une dictature.
- 8 février : le général José María Medina, au pouvoir au Honduras de 1864 à 1872, accusé de complot, est fusillé[21].
- 10 février : paix du Zanjón entre l’Espagne et les rebelles cubains[22]. Fin de la « guerre des Dix Ans » à Cuba. La suppression de la représentation de Cuba aux Cortes de Madrid et les monopoles favorisant l’industrie métropolitaine avait déclenché en 1868 une insurrection générale. Les insurgés sont battus. L’Espagne accorde une certaine autonomie à l’île, mais ni l'indépendance ni l’abolition de l'esclavage.
- 18 février aux États-Unis : assassinat de John Tunstall qui déclenchera la guerre du comté de Lincoln.
- 20 mars : le prince Lucien Napoléon-Bonaparte Wyse obtient du gouvernement colombien une concession pour la construction du canal de Panama[23], sur laquelle l’ingénieur Ferdinand de Lesseps prend une option de 10 millions de francs. Des centaines de milliers d'épargnants français, modestes pour la plupart, vont acheter des parts, sur la foi des prospectus et sur la confiance qu’inspire le perceur du canal de Suez.
- 21 juillet : des immigrants allemands protestants originaires de la région de la Volga fondent en Argentine la localité d'Aldea Protestante
- 16 novembre, Pérou : Manuel Pardo, chef du parti civiliste, est assassiné à Lima. Le pays est alors dans le chaos[24]. Le gouvernement envisage de prendre le contrôle de l’exploitation du nitrate dans la région de Tarapacá.

### Asie et Pacifique
- Janvier, Chine : le général Zuo Zongtang reconquiert le Tarim et mate l’insurrection musulmane du Xinjiang attisée par les Russes[25].
- 13 février : traité d’amitié entre les Samoa et les États-Unis qui obtiennent la cession du port de Pago Pago[26]. Enjeu de la rivalité qui oppose Britanniques, Allemands et Américains, les Samoa sont gouvernées par une monarchie incapable de surmonter le chaos créé par la rivalité des impérialismes.
- 14 février : le Parlement ottoman est prorogé et la constitution suspendue par Abdül-Hamid II qui rétablit un régime autocratique jusqu’en 1908[27].
- 17 avril, Calcutta : L'Indian Association organise les premières campagnes d’agitation panindiennes[28].
- 12 mai : fondation en Inde de la National Muhammadan Association par Syed Ameer Ali, pour garantir les intérêts des Musulmans[29].
- 14 mai, Japon : assassinat du ministre des affaires étrangères Okubo Toshimichi (1830-1878) qui avait commandé la mise au pas de Takamori Saigō par six samurais du Satsuma[30].
- 15 mai :
  - Japon : ouverture de la bourse de Tokyo[31].
  - Inde : les plus jeunes membres du Brahmo Samaj font dissidence et créent un nouveau groupe, le Sadharan Brahmo Samaj (en), sous la conduite de Sisnath Shastri (hi) et Ananda Mohan Bose (en)[32].
- 20 mai : à Constantinople, Ali Suavi, hostile au sultan Abdulhamid II, et un groupe composé majoritairement de musulmans des Balkans attaquent le palais Çırağan pour tenter de libérer l'ex-sultan Mourad V et le ramener au pouvoir. Très vite, la réaction s'organise et les forces de l'ordre se dirigent vers le palais : une fusillade nourrie s'engage au cours de laquelle Ali Suavi est tué.
- Mai : Isabella Bird arrive à Yokohama. Elle explore le Japon, puis la Malaisie (1879)[33].
- 25 juin : guerre d’Ataï. Soulèvement indigène (Kanaks) en Nouvelle-Calédonie contre les colons français. Grande révolte kanak de 1878. Groupés dans des réserves, soumis à un régime d’exploitation brutal, les Canaques se révoltent et ne seront soumis qu’au bout d’un an de campagne[34].
- 19 août : arrivée de renforts en Nouvelle-Calédonie[35].
- 1er septembre : le chef kanak Ataï est tué par un traître lors d’un combat à Fonimoulou. La révolte continue[34].
- 1er octobre, Birmanie : après le massacre des autres prétendants, Thibaw Min succède à son père Mindon Min comme roi de Birmanie (détrôné en 1885)[36].
- 15 octobre, Australie : le Felon's Apprehension Act met Ned Kelly hors-la-loi[37]. Un nouveau bataillon de la police montée est créé pour faire la chasse au bandit.
- 21 novembre : début de la seconde guerre entre les Britanniques et les Afghans (fin en 1880). Shir Ali Khan, troisième fils et successeur de Dost Mohammed Khan, provoque l’hostilité des Britanniques en se montrant bienveillant à l’égard de la Russie. Une mission russe est reçue le 22 juillet à Kaboul et les deux parties s’accordent sur un traité d’assistance militaire. Prétextant du refus de recevoir une mission anglaise le 14 août, les Britanniques, qui n’entendent pas concéder à la Russie le moindre avantage dans la région, prennent l’initiative du conflit. En novembre, les forces armées anglo-indiennes envahissent une nouvelle fois l’Afghanistan par la passe de Khyber[38].
- Décembre, Perse : après une série de missions britannique, française, italienne et autrichienne, une équipe d’instructeurs russes est chargée de former l’armée[39]. Un régiment, créé sur le modèle des unités cosaques et encadré par des officiers russes, deviendra l’élément le plus efficace de l’armée persane.
- L’immigration chinoise est tolérée en Mandchourie[40].
- Insulinde : le district de Benkoulen (Sumatra) est placé sous gouvernement direct par les Néerlandais. Création de « conseillers pour les affaires indigènes » aux Indes néerlandaises[41].
- Flux de réfugiés musulmans d’Europe vers l’Asie Mineure[42]. Plus d’un million de musulmans quittent les Balkans, l’Anatolie occupée et le Caucase pour se disperser à travers l’Empire ottoman. Afin de contrôler cet exode, Istanbul crée une Commission des immigrants.
- Palestine : fondation d’une colonie d’immigrants juifs venus d’Europe à Petah Tikva (porte de l’espoir)[43].

### Europe

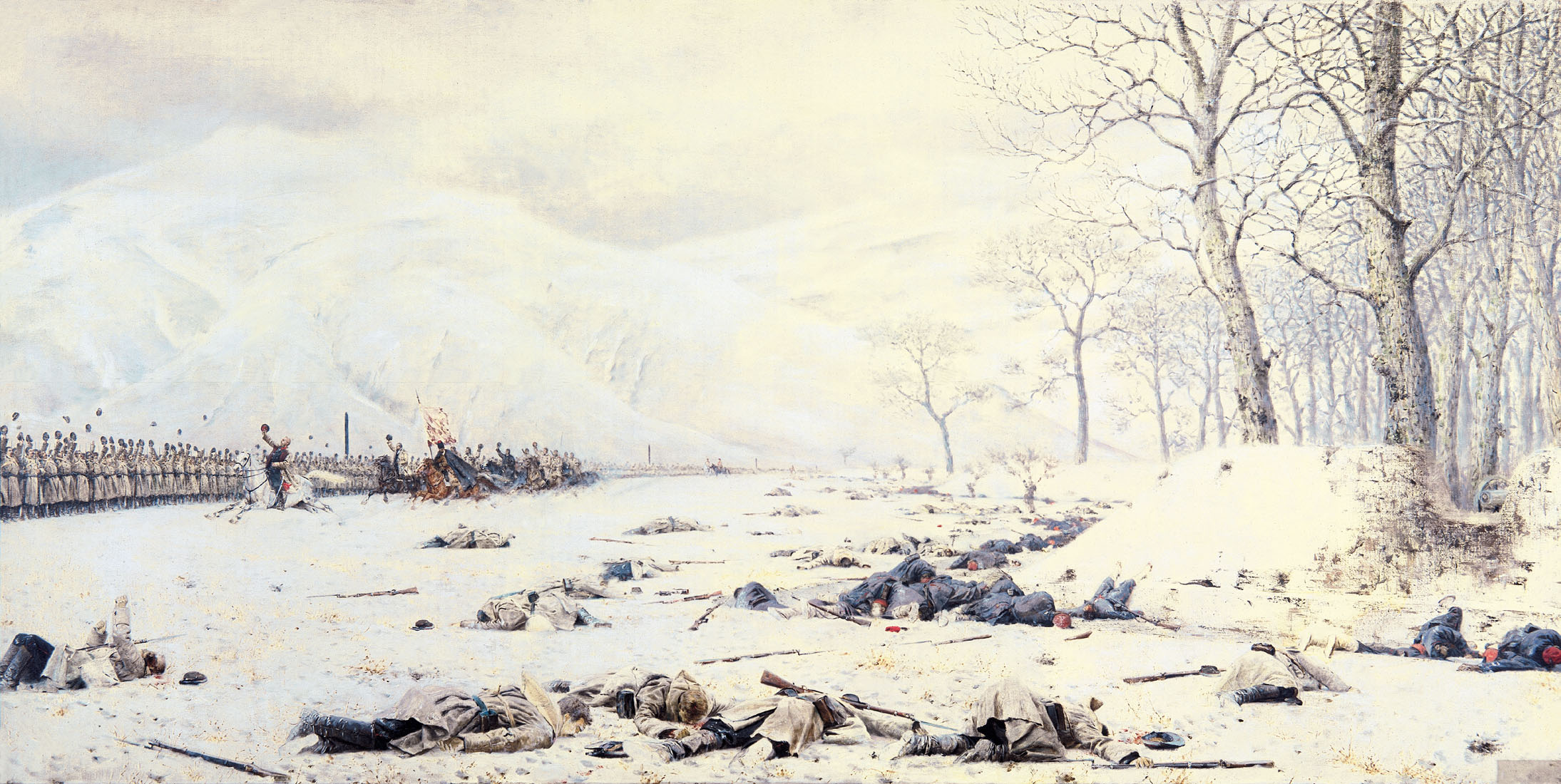
9 janvier : champ de bataille de la passe de Chipka

- 5 - 9 janvier : victoire russe sur l'Empire ottoman à la quatrième bataille de la passe de Chipka en Bulgarie[44].
- 9 janvier : le roi Humbert Ier (Umberto Ier) monte sur le trône d'Italie[45].
- 15-17 janvier : victoire russe à la bataille de Plovdiv, en Bulgarie[44].
- 20 janvier : prise d’Andrinople par les Russes[46].
- 31 janvier : armistice russo-turc à Andrinople[46].
- 5 février (24 janvier du calendrier julien) : attentat de Véra Zassoulitch contre le général Trepov, chef de la police de Saint-Pétersbourg. Acquittée par le jury le 12 avril (31 mars julien), elle échappe à la police à l’issue du procès grâce à la complicité de la foule[47],[48].

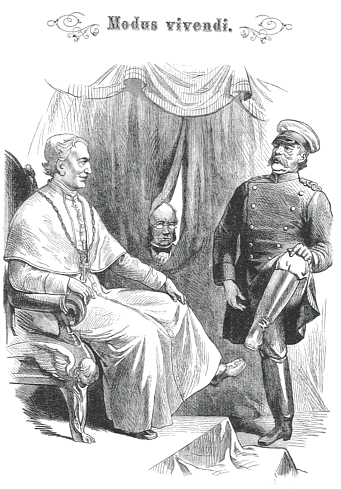
Bismarck et le pape Léon XIII.

- 20 février : Léon XIII est élu pape (fin en 1903)[49]. Il demande à Bismarck d’ouvrir les négociations pour mettre un terme à la politique du Kulturkampf engagée en mars 1872. Bismarck en profite pour faire la paix avec les catholiques. La plupart des mesures anticléricales sont suspendues dès 1880.
- 3 mars : traité de San Stefano mettant fin à la guerre russo-turque à propos des Balkans[44]. Indépendance de la Roumanie, du Monténégro et de la Serbie. Création d’une principauté de Grande Bulgarie autonome dans le cadre de l’empire ottoman, mais soumise à l’influence directe de la Russie. Annexion par la Russie de la Dobroudja et du delta du Danube.
  - Abordée lors des négociations du traité de San Stefano, la situation des Arméniens émeut l’opinion publique européenne. En mars, Mkrtich Khrimian conduit une délégation arménienne, qui après avoir visité Rome, Paris et Londres, se rend au Congrès de Berlin pour réclamer l’octroi d’un statut semblable à celui instauré au Liban en 1861[50].
- 18 mars : le Reichstag de l'Empire allemand vote la loi contre les socialistes.
- 21-22 avril : Léo Fränkel fonde le parti des citoyens privés de droit de vote en Hongrie[51].
- 1er mai - 10 novembre : exposition universelle de Paris[52].
- 11 mai : tentative d’attentat du plombier Max Hödel contre l’Empereur Guillaume Ier[48].
- 2 juin : attentat de l’anarchiste Karl Nobiling contre l’Empereur Guillaume Ier, qui est blessé[53].
- 4 juin : convention de Chypre. Accord secret entre les Ottomans et la Grande-Bretagne : le sultan autorise l’occupation militaire de Chypre par les Britanniques en échange de leur soutien lors de la future conférence internationale[54]. Au cours des pourparlers de Berlin, le Premier ministre britannique Disraeli obtient la restitution à la Turquie de la région de Bayazid, les Russes ne conservant que Batoum, Kars et Ardahan en Arménie.
- 11 juin : victoire des libéraux aux élections en Belgique. Le 18 juin, le ministère Frère-Orban nomme un responsable à l’instruction publique chargé de relancer la politique de laïcisation de l’enseignement primaire interrompue par les catholiques[55].

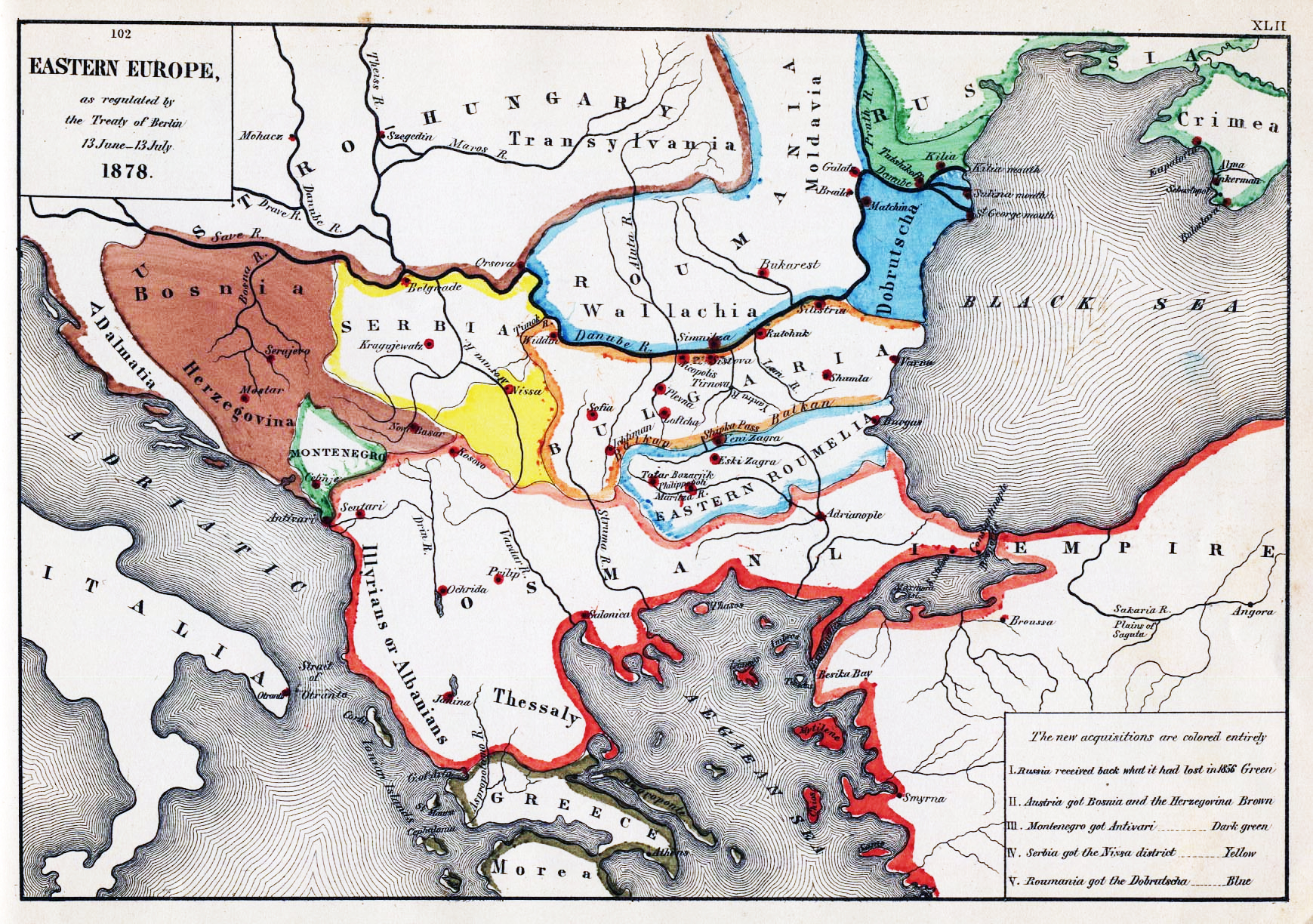
Les Balkans après le Congrès de Berlin

- 13 juin - 13 juillet : congrès des Nations de Berlin[46]. Les puissances occidentales reconnaissent par traité l’indépendance totale de la Serbie, du Monténégro et de la Roumanie[56]. Les Juifs sont autorisés à retourner dans leur pays.
  - Les puissances occidentales réduisent le territoire attribué par la Russie à la Bulgarie. La Roumélie orientale reste sous l’autorité politique et militaire du sultan mais obtient l’autonomie administrative.
  - Les Russes reprennent la Bessarabie méridionale à la Roumanie (1878-1918) qui obtient la Dobroudja et le Delta du Danube.
  - Les provinces turques de Bosnie et d'Herzégovine sont placées sous administration autrichienne. Lors de la campagne militaire d'occupation de ces territoires, les Serbes de Bosnie et les Bosniaques résistent. Gyula Andrássy, critiqué pour avoir accepté la Bosnie, préfère démissionner le 8 octobre 1879[57].
- 30 juillet : élections législatives en Allemagne[58].
- 7 août : l’évangéliste britannique William Booth fonde l’Armée du salut[59].
- 16 août (4 août du calendrier julien), Russie : assassinat par Kravtchinski du général Nikolay Mezentsev, chef de la police politique[60]. Devant la multiplication des attentats, le gouvernement renforce les moyens répressifs.
- 17 août : loi scolaire de Kappeyne van de Coppello aux Pays-Bas relevant le niveau des maîtres et des installations scolaires[61].

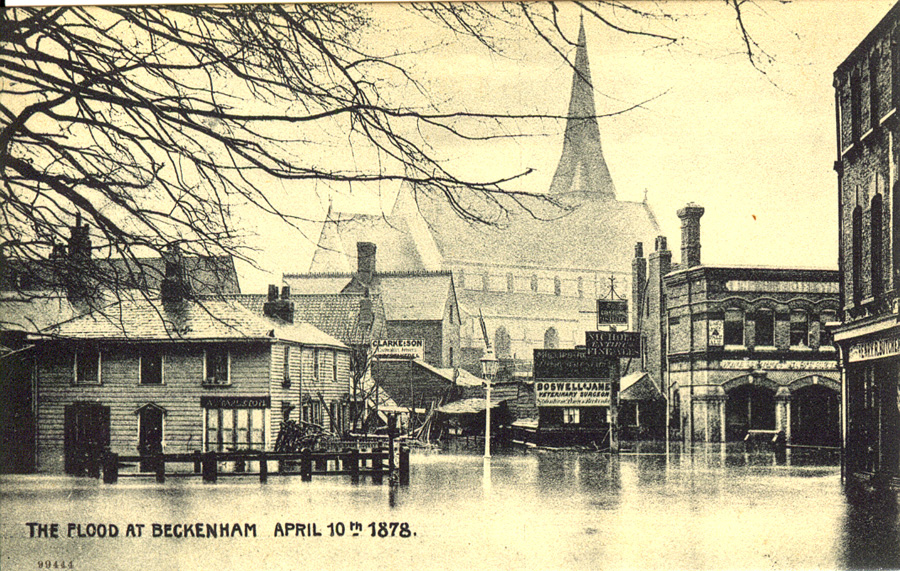
Inondations à Beckenham (faubourg de Londres) en 1878.

- 3 septembre, Royaume-Uni : naufrage du paquebot Princess Alice, sur la Tamise à la suite d'une collision avec le charbonnier Bywell Castle. 640 victimes[62].
- 13 septembre : un obélisque, offert au Royaume-Uni par le vice-roi d’Égypte Ismaïl Pacha, est érigé à Victoria Embankment, à Londres[63].
- Septembre : fondation à Saint-Pétersbourg des cours Bestoujev, établissement d’enseignement supérieur féminin[64].
- 15 octobre[65] : le pacte de Halepa met fin à l’insurrection en Crète. La Crète devient une province semi-autonome de l’empire ottoman avec un gouverneur chrétien (abrogé en 1889)[66].
- 21 octobre, Empire allemand : entrée en vigueur de la loi contre les Socialistes. Bismarck saisit le prétexte d’attentats contre l’empereur pour imposer au Reichstag une loi d’exception (dite du « petit état de siège ») contre les socialistes, qui interdit les groupements socialistes, toute manifestation publique, toute propagande. Les journaux sont saisis, une centaine de militants sont condamnés à des peines d’emprisonnement (1878-1890)[67].
- Octobre : l’Université de Londres devient la première université au Royaume-Uni à admettre des femmes[68].
- 13 novembre : premier député républicain au Portugal (Rodrigues de Freitas)[69].
- 28 décembre : encyclique Quod apostolici muneris. Le pape condamne les mouvements socialistes, communistes et nihilistes[70].
- Fondation par Stepan Khaltourine de l’Union septentrionale des ouvriers russes à Saint-Pétersbourg[71].
- Vagues de grèves à Saint-Pétersbourg (1878-1879)[72].

## Naissances en 1878
- 1er janvier :
  - Agner Krarup Erlang, mathématicien danois († 3 février 1929).
  - Robert Walthour Senior, coureur cycliste américain († 3 septembre 1949).
- 3 janvier : Pio Semeghini, peintre et aquafortiste italien († 11 mars 1964).
- 8 janvier : Hans Holmen, peintre et sculpteur norvégien († 16 août 1958).
- 12 janvier : Pierre Gatier, peintre et graveur français († 15 octobre 1944).
- 13 janvier :
  - Harry Bernard, acteur du cinéma américain († 4 novembre 1940).
  - Louis Bonamici, peintre français († 12 mars 1966).
  - Lionel Groulx, historien québécois († 23 mai 1967).
- 14 janvier : Maurice Decroix, peintre et dessinateur français († 15 juillet 1936).
- 16 janvier : Paul Dangla, coureur cycliste français († 18 juin 1904).
- 17 janvier : Oscar Apfel, acteur, réalisateur, scénariste et producteur américain († 21 mars 1938).
- 19 janvier : Ernest Vauthrin, peintre français († 10 juin 1949).
- 23 janvier :
  - William Desmond, acteur américain  († 3 novembre 1949).
  - Alexis Lizal, peintre français († 30 juillet 1915).
- 24 janvier :
  - Edmond Bille, peintre et vitrailliste suisse († 8 mars 1959).
  - João Pessoa Cavalcanti de Albuquerque, homme politique brésilien († 26 juillet 1930).
  - Edmond-Marie Poullain, peintre français († 27 juin 1951).
- 25 janvier : Attilio Mussino, auteur de bande dessinée, illustrateur et peintre italien († 16 juillet 1954).
- 26 janvier : Raphy Dallèves, peintre suisse de l’École de Savièse († 6 juillet 1940).
- 28 janvier : Walter Kollo, compositeur allemand († 30 septembre 1940).
- 29 janvier : Émile Bertin, peintre, décorateur de théâtre et illustrateur français († 26 janvier 1957).
- 30 janvier : Pierre Vaillant, peintre et graveur français († 8 mai 1939).

- 5 février : André Citroën, fondateur de la marque Citroën († 3 juillet 1935).
- 6 février :
  - Gustave Burger, homme politique français († 2 mai 1927).
  - Henry Déziré, peintre français († 31 août 1965).
- 8 février : : Sidney Myer, homme d'affaires et philanthrope juif australien († 5 septembre 1934).
- 14 février : Charles R. Forbes, militaire, homme politique et haut fonctionnaire américain († 10 avril 1952).
- 15 février : Henri Marret, peintre français († 25 juillet 1964).
- 16 février :
  - Jeanne Aubert-Gris, peintre française († 17 septembre 1978).
  - Paul Delaunay, médecin, botaniste et historien français († 3 février 1958).
  - Selim Palmgren, pianiste et compositeur finlandais († 13 décembre 1951).
- 17 février :
  - Léonie Humbert-Vignot, peintre française († 5 septembre 1960).
  - Léo Schnug, peintre et illustrateur français d'origine allemande († 15 décembre 1933).
- 18 février : Fernando Magalhães, médecin-obstétricien brésilien, créateur de l'école brésilienne d'obstétrique († 10 janvier 1944).
- 19 février : Georges Hourriez, peintre, dessinateur et graveur français († 17 novembre 1953).
- 23 février : Kasimir Malevitch, peintre, dessinateur, sculpteur et théoricien russe († 15 mai 1935).
- 24 février :
  - Abd al-Aziz Ibn al-Hasan, sultan du Maroc (ou 1881) († 10 juin 1943).
  - George Cowl, acteur et réalisateur américain d'origine britannique († 4 avril 1942).
- 27 février : Lucy Franks, féministe irlandaise († 12 juillet 1964).
- 28 février : Jean-Raoul Chaurand-Naurac, peintre, illustrateur et affichiste français († 3 octobre 1948).

- 1er mars : Gabriel Dupont, compositeur et musicien français († 1er août 1914).
- 3 mars : William Willoughby-Tottenham, militaire britannique puis homme politique fidjien († 22 août 1962).
- 4 mars :
  - Arishima Takeo, écrivain japonais († 9 juin 1923).
  - Florentin Chauvet, peintre et sculpteur français († 1958).
- 7 mars :
  - Alexander Carr, acteur, écrivain et artiste de cirque américain d'origine russe († 19 septembre 1946).
  - Boris Koustodiev, peintre russe († 28 mai 1927).
- 9 mars : Max-Albert Decrouez, peintre paysagiste français († 23 décembre 1943).
- 10 mars : Savely Abramovitch Sorine, peintre et dessinateur russe puis soviétique († 22 novembre 1953).
- 12 mars : Gemma Galgani, sainte catholique italienne († 11 avril 1903).
- 15 mars : Fernando de Mello Vianna, homme d'État brésilien († 1er février 1954).
- 16 mars :
  - Joseph Chauleur, peintre français († 2 septembre 1965).
  - Paul Jouve, peintre et sculpteur français († 13 mai 1973).
  - Clemens August von Galen, cardinal allemand, évêque de Münster déclaré bienheureux († 22 mars 1946).
  - Solomon Losovski, homme politique russe puis soviétique († 12 août 1952).
  - Agamemnon Schliemann, homme politique et diplomate grec († 11 novembre 1954).
- 19 mars : Pierre Lissac, peintre, illustrateur et graveur sur bois français († 29 mai 1955).
- 20 mars : Marie de La Hire, romancière, poétesse et peintre française († 15 avril 1925).
- 21 mars :
  - Marcello Dudovich, peintre, illustrateur et affichiste italien († 31 mars 1962).
  - Morris H. Whitehouse, architecte américain († 4 avril 1944).
  - Jacques Zeiller, historien français († 2 juillet 1962).
- 26 mars : Ptolomeu de Assis Brasil, militaire et homme politique brésilien († 23 août 1935).
- 27 mars : Käthe Loewenthal, peintre allemande († 26 avril 1942).
- 28 mars : Herbert H. Lehman, homme politique américain († 5 décembre 1963).

- 2 avril : Émilie Charmy, peintre française († 7 novembre 1974).
- 3 avril :
  - Augustin Carrera, peintre franco-espagnol († 28 mai 1952).
  - Adele Younghusband, peintre et photographe néo-zélandaise († 3 avril 1969).
- 4 avril :
  - Vincent Manago, peintre français († 25 août 1936).
  - Henri de Saint-Delis, peintre français(† 15 novembre 1949).
- 5 avril : Albert Champion, coureur cycliste français († 26 octobre 1929).
- 6 avril : Paul Deltombe, peintre français († 8 août 1971).
- 7 avril :
  - Maurice de Becque, illustrateur et peintre français († 28 février 1928).
  - Charles Bigot, peintre français († 9 septembre 1916).
- 9 avril : Walter Helbig, peintre, graphiste et sculpteur sur bois allemand et suisse († 26 mars 1968).
- 11 avril : Georg H. Schnell, acteur allemand († 31 mars 1951).
- 21 avril : Dirk van Haaren, peintre néerlandais († 30 juin 1953).
- 24 avril : Jean-Joseph Crotti, peintre suisse († 30 janvier 1958).
- 26 avril :
  - Louis Charlot, peintre français († 31 mai 1951).
  - Auguste Roure, peintre français († 1936).
- 28 avril :
  - Lionel Barrymore, acteur américain († 15 novembre 1954).
  - Jane Henriot, comédienne française († 9 mars 1900).
- 30 avril : Władysław Witwicki, psychologue, philosophe, traducteur, historien (de la philosophie et de l'art) et artiste polonais († 21 décembre 1948).

- 1er mai : Rex De Rosselli, acteur, réalisateur et scénariste américain († 21 juillet 1941).
- 2 mai : Roy Atwell, acteur et scénariste américain († 6 février 1962).
- 3 mai : Alfred Filuzeau, homme d'affaires français († 22 octobre 1962).
- 8 mai : Paul Tschoffen, homme politique belge († 11 juillet 1961).
- 10 mai : Gustav Stresemann, homme politique allemand († 3 octobre 1929).
- 21 mai : Helen Dahm, peintre expressionniste suisse († 24 mai 1968).
- 23 mai :
  - Warren Cook, acteur du cinéma muet américain († 28 mai 1939).
  - Howard Gaye, acteur et réalisateur anglais († 26 décembre 1955).
- 24 mai : Helena Mniszkówna, romancière polonaise († 18 mars 1943).
- 25 mai : Bill Robinson, acteur et danseur de claquettes américain († 25 novembre 1949).
- 26 mai :
  - Raymond Buchs, peintre suisse († 10 février 1958).
  - Lucien Huteau, footballeur français († 16 février 1975).
  - Chris Lebeau, peintre, graphiste, professeur d'art, théosophe et anarchiste néerlandais († 30 avril 1945).
- 27 mai :
  - Georges Barat-Levraux, peintre français († 22 avril 1964).
  - Lucien Lièvre, peintre français († 27 mai 1936).
- 28 mai : Paul Pelliot, sinologue et aventurier français († 26 octobre 1945).
- 30 mai : Maurice Boudot-Lamotte, peintre et collectionneur français († 18 février 1958).
- 31 mai :
  - Joseph Bergès, peintre français († 9 mars 1956).
  - Georges Carré, peintre et illustrateur français († 25 décembre 1945).
  - Eugène Delaporte, peintre français († 8 avril 1964).

- 1er juin : Ferdinando Bosso, journaliste et homme politique italien († 13 février 1967).
- 6 juin : Marie-Madeleine Dauphin, illustratrice française († 1er septembre 1942).
- 9 juin : Lucien Daudet, écrivain et peintre français († 16 novembre 1946).
- 12 juin :
  - James Oliver Curwood, romancier américain († 13 août 1927).
  - Narcisse Guilbert, peintre français de l'École de Rouen († 23 février 1942).
- 14 juin : Paul Adrien Bouroux, peintre, illustrateur et graveur français († 31 mars 1967).
- 17 juin :
  - Agustin Edwards, juriste, diplomate, homme d'affaires et homme politique chilien († 18 juin 1941).
  - Guillaume-Ernest Pellus, peintre et peintre verrier français († 15 mars 1945).
- 20 juin : Henri Villain, peintre français († 26 novembre 1938).
- 21 juin : Angelo Fortunato Formiggini, philosophe et éditeur italien († 29 novembre 1938).
- 23 juin :
  - Léon Carré, peintre et illustrateur français († 2 décembre 1942).
  - Fritz Osswald, peintre postimpressionniste suisse († 24 août 1966).
- 27 juin : 
  - Vajirunhis, prince siamois († 4 janvier 1895).
  - He Xiangning, femme politique, peintre et poète chinoise († 1er septembre 1972).
- 28 juin : Jean-Julien Lemordant, peintre français († 11 juin 1968).
- 29 juin :
  - Édouard Bénédictus, chimiste, décorateur, peintre et compositeur français († 28 janvier 1930).
  - Teodoro Wolf Ferrari, peintre italien († 17 janvier 1945).

- 3 juillet : George M. Cohan, dramaturge, scénariste, compositeur et acteur américain († 5 novembre 1942).
- 5 juillet : Jean de Bosschère, écrivain et peintre français d'origine belge († 17 janvier 1953).
- 6 juillet : Marmaduque Grove, homme politique chilien († 15 mai 1954).
- 7 juillet :
  - Francisco Cruzate, footballeur et athlète espagnol († 2 septembre 1910).
  - Allen Curtis, réalisateur, scénariste, producteur et acteur américain († 24 novembre 1961).
- 8 juillet : Floyd MacFarland, coureur cycliste américain († 17 avril 1915).
- 10 juillet : Otto Freundlich, sculpteur et peintre allemand († 9 mars 1943).
- 11 juillet : Heinrich Altherr, peintre suisse († 27 avril 1947).
- 14 juillet : Henriette Brossin de Polanska, peintre suisse († 1954).
- 25 juillet : William C. de Mille, réalisateur, scénariste, producteur et acteur américain († 8 mars 1955).
- 27 juillet : John Henry Lake, coureur cycliste sur piste américain († ?).
- 28 juillet : Pierre Berthelier, peintre français († 1941).

- 3 août : François-Étienne Lahaye, peintre symboliste français († mars 1949).
- 5 août : Robustiano Patrón Costas, homme politique et entrepreneur argentin († 24 septembre 1965).
- 8 août : Maurice Mahut, peintre et illustrateur français († 6 avril 1929).
- 9 août : Eileen Gray, conceptrice de mobilier irlandaise († 31 octobre 1976).
- 10 août : Alfredo Palacios, avocat, homme politique, essayiste et professeur d'université argentin († 20 avril 1965).
- 13 août :
  - Lucien Biva, peintre franco-américain († octobre 1965).
  - Leonid Nikolaïev, pianiste, compositeur et pédagogue russe puis soviétique († 11 octobre 1942).
- 16 août :
  - Auguste Germain, poète français († 11 juillet 1942)
  - Arthur Witty, footballeur anglo-espagnol, 4e président du FC Barcelone († 7 novembre 1969).
- 17 août :
  - Willi Geiger, peintre et illustrateur allemand († 11 février 1971).
  - Charles Sénard, peintre, graveur et illustrateur français († 4 août 1934).
- 24 août : Louis Payret-Dortail, peintre, illustrateur et décorateur français († 10 juin 1942).
- 29 août : Octave Morillot, peintre français  † 27 avril 1931).
- 31 août : Kiyokata Kaburagi, peintre japonais († 2 mars 1972).
- ? août : Ladislav Klíma, philosophe et écrivain austro-hongrois puis tchécoslovaque († 19 avril 1928).

- 1er septembre : Bobby Burns, acteur et réalisateur du cinéma américain († 16 janvier 1966).
- 2 septembre : Gabriel Roby, peintre français († 14 mai 1917).
- 5 septembre : Ambrogio Antonio Alciati, peintre italien († 8 mars 1929).
- 6 septembre : Maurice Tastemain, peintre et maître-verrier français († mars 1944).
- 7 septembre : Adolphe Piriou, compositeur français († 3 février 1964).
- 11 septembre :
  - Paul Bornet, graveur et peintre français († 14 août 1949).
  - Marcel Roux, peintre et graveur français († 19 janvier 1922).
- 12 septembre : Zyg Brunner, peintre, dessinateur et caricaturiste polonais († 5 avril 1961).
- 17 septembre : François-Ignace Bibal, peintre français († 1944).
- 19 septembre : Jenő Sipőcz, homme politique hongrois († 1er janvier 1937).
- 27 septembre :
  - Francesco Coppola, homme politique, conférencier et journaliste italien († 10 février 1957).
  - Hassan Taghizadeh, homme politique iranien († 28 janvier 1970).
- 29 septembre : Lucien-Paul Pouzargues, peintre et illustrateur français († 15 février 1957).
- 30 septembre : Georges Mouveau, peintre et décorateur français († 4 avril 1959).

- 11 octobre :
  - François Alaux : peintre français († 16 avril 1952).
  - Karl Hofer : peintre allemand († 3 avril 1955).
- 14 octobre : Hiram Brülhart, peintre et dessinateur suisse († 22 mars 1947).
- 16 octobre : Arthur Parchet,  musicien suisse († 20 février 1946).
- 17 octobre : Jacobo Fitz-James Stuart y Falcó, homme politique, diplomate, auteur et mécène espagnol († 24 septembre 1953).
- 18 octobre :
  - Miguel Llobet, compositeur et guitariste espagnol († 22 février 1938).
  - Augusta Preitinger, peintre néerlandaise († 21 janvier 1946).
- 22 octobre : Léon-Ernest Drivier, sculpteur, peintre et illustrateur français († 8 janvier 1951).
- 26 octobre : Louise Hervieu, peintre, dessinatrice, lithographe et écrivaine française († 11 septembre 1954).
- 28 octobre : Conrado del Campo, compositeur, professeur et chef d'orchestre espagnol († 17 mars 1953).

- 2 novembre : Anton Manastirski, peintre austro-hongrois puis soviétique († 5 mai 1969).
- 4 novembre :
  - Edmond Astruc, peintre français († 11 janvier 1977).
  - José Ángel Berraondo, joueur et entraîneur de football espagnol († 11 avril 1950).
- 5 novembre : Kouzma Petrov-Vodkine, peintre, graphiste et décorateur de théâtre russe puis soviétique († 15 février 1939).
- 7 novembre :
  - Lise Meitner, physicienne autrichienne († 27 octobre 1968).
  - Ernest Montaut, peintre, affichiste et dessinateur français († 9 août 1909).
- 14 novembre :
  - Julie Manet, peintre française († 14 juillet 1966).
  - Louis Marcoussis, peintre et graveur polonais naturalisé français († 22 octobre 1941).
- 16 novembre : Arnold Leese, homme politique britannique († 18 janvier 1956).
- 21 novembre :
  - Marcel Bain, peintre paysagiste, illustrateur et auteur dramatique français († 4 septembre 1937).
  - Ludovic-Rodo Pissarro, peintre et graveur français († 18 octobre 1952).
- 24 novembre : Norman Wilkinson, peintre, illustrateur, affichiste et camoufleur de guerre britannique († 31 mai 1971).
- 26 novembre : Major Taylor, coureur cycliste américain († 21 juin 1932).
- 27 novembre : William Orpen, peintre portraitiste irlandais (° 29 septembre 1931).
- 30 novembre : Ödön Márffy, peintre hongrois (° 3 décembre 1959).

- 5 décembre : Charlotte Chauchet-Guilleré, peintre française († 13 mars 1964).
- 7 décembre : Gaston Boucart, peintre et graveur français († 18 janvier 1962).
- 10 décembre : Chakravarti Rajagopalachari, juriste, écrivain, homme d'État indien et spiritualiste hindou († 25 décembre 1972).
- 12 décembre : Jānis Kuga, peintre et scénographe letton († 24 novembre 1969).
- 18 décembre :
  - Albert Charpentier, peintre français († 7 août 1951).
  - Joseph Staline, révolutionnaire bolchevik et homme d'État soviétique d'origine géorgienne († 5 mars 1953).
- 21 décembre :
  - Roger Godchaux, peintre, dessinateur et sculpteur animalier français († 6 mars 1958).
  - Jan Łukasiewicz, philosophe et logicien polonais († 13 février 1956).
- 25 décembre : Louis Chevrolet, mécanicien, pilote de course et entrepreneur automobile helvético-américain († 6 juin 1941).
- 31 décembre : Jean Ningres, peintre français († 30 mai 1964).

- Date précise inconnue :
  - Minne Bakker, peintre impressionniste néerlandais († 4 janvier 1962).
  - Wacyf Boutros-Ghali, écrivain, diplomate et homme d'État égyptien († 1958).
  - María Cambrils, écrivaine et féministe espagnole († 22 décembre 1939).
  - Lucien Durosoir, violoniste et compositeur français († 5 décembre 1955).
  - Gustavo Green, footballeur espagnol († ?).
  - Bruno Guillermin, peintre français († 1947).
  - André Le Gentile, musicien, compositeur et professeur de musique français († 1966).
  - Lin Zongsu, féministe et journaliste chinoise († 1944).
  - Fathollah Akbar Sepahdar, homme politique iranien († 1947).
  - Xie Jishi, homme politique chinois († 1946).

## Décès en 1878
- 7 janvier : François-Vincent Raspail, chimiste, médecin et homme politique français (° 29 janvier 1794).
- 9 janvier : Victor-Emmanuel II de Savoie, prince de la maison de Savoie et premier roi d'Italie (° 14 mars 1820).
- 10 janvier : Thierry Hermès, chef d'entreprise français (° 10 janvier 1801).
- 19 janvier : Philippe Tanneur, peintre français (° 20 février 1795).
- 26 janvier : Théophile Schuler, peintre romantique, illustrateur et graveur français (° 18 juin 1821).
- 27 janvier : Karl Krazeisen, officier bavarois d'infanterie et peintre amateur (° 28 octobre 1794).
- 30 janvier : Raphaël d'Erlanger, homme politique et banquier juif allemand (° 27 juin 1806).

- 7 février : Pie IX, pape italien (° 13 mai 1792).
- 10 février : 
  - Édouard Perris, entomologiste français (° juin 1808).
  - Claude Bernard, médecin et physiologiste français (° 12 juillet 1813).
- 16 février : Hermann Ploucquet, taxidermiste allemand (°12 avril 1816).
- 19 février : Charles-François Daubigny, peintre français (° 15 février 1817).
- 22 février : Franz Hünten, pianiste et compositeur allemand (° 26 décembre 1793).
- 26 février :
  - Alexandre Antigna, peintre français (° 7 mars 1817).
  - Juan María Gutiérrez, écrivain et homme politique espagnol puis argentin (° 6 mai 1809).

- 1er mars : Gustav von Meyern-Hohenberg, dramaturge et directeur de théâtre allemand (° 10 septembre 1820).
- 4 mars : Adrien Lagard, compositeur français (° ?).
- 27 mars : Gustave Baneux, compositeur français (° 12 juin 1825).
- 29 mars : Augustin-Désiré Pajou, peintre français (° 26 décembre 1800).

- 2 avril : Claudius Jacquand, peintre français (° 11 décembre 1803).
- 12 avril : Franz Anton Schubert, violoniste et compositeur allemand (° 22 juillet 1808).
- 14 avril : Ludovic Piette, peintre français (° 11 mai 1826).
- 23 avril : Jaroslav Čermák, peintre bohémien (° 1er septembre 1830).
- 25 avril : Anna Sewell, écrivaine anglaise (° 30 mars 1820).
- 27 avril : Henri Valton, peintre français (° 1798).

- ? mai : Buffalo Calf Road Woman, guerrière cheyenne (° 1848).
- 4 mai : Jean Valette, sculpteur et peintre français (° 30 mai 1825).
- 6 mai : François Benoist, organiste et compositeur français (° 10 septembre 1794).
- 7 mai : Théophile Tilmant, violoniste, compositeur et chef d'orchestre français (° 9 juillet 1799).
- 20 mai : Ali Suavi, journaliste et activiste ottoman (° 8 décembre 1839).
- 25 mai : Léon Riesener, peintre français (° 21 janvier 1808).
- 28 mai : John Septimus Roe, navigateur, topographe, explorateur et homme politique britannique (° 8 mai 1797).

- 3 juin : Gottlieb Gassen, peintre allemand (° 2 août 1805).
- 10 juin : Tranquillo Cremona, peintre italien (° 10 avril 1837).
- 12 juin : Wenceslao Cisneros, peintre, dessinateur et lithographe salvadorien (° 4 octobre 1823).
- 25 juin : Julius Lange, peintre allemand (° 17 août 1817).
- 29 juin : Francisco Adolfo de Varnhagen, vicomte de Porto Seguro (1816-1878), auteur d’une Historia Geral do Brasil (° 17 février 1816).

- 2 juillet : François Bazin, compositeur et pédagogue français (° 4 septembre 1816).
- 23 juillet :
  - Hilarión Eslava, compositeur et musicologue espagnol (° 21 octobre 1807).
  - Carl von Rokitansky, médecin pathologiste, homme politique et philosophe austro-hongrois d'origine bohémienne (° 19 février 1804).

- 1er août : Hermann Lebert, médecin et naturaliste allemand (° 9 juin 1813).
- 7 août : Ernest Allard, avocat et homme politique belge (° 2 avril 1840).
- 8 août : John Dunmore Lang, pasteur presbytérien, écrivain et homme politique écossais (° 25 août 1799).
- 17 août : Theodor Döring, comédien allemand (° 9 janvier 1803).

- 2 septembre : Edma Trimolet, peintre française (° 12 octobre 1802).
- 17 septembre :
  - Manuel Cáceres, militaire et homme politique dominicain (° 1838).
  - Antoine de Tounens, aventurier français, éphémère roi de Patagonie (° 12 mai 1825).
- 22 septembre : Richard Griffith, géologue irlandais (° 20 septembre 1784).

- 1er octobre : Mindon Min, roi de Birmanie (° 8 juillet 1808).
- 19 octobre : Agostino Perini, naturaliste italien (° 2 décembre 1802).
- 24 octobre : Paul Cullen, cardinal irlandais, archevêque de Dublin (° 29 avril 1803).

- 5 novembre : Domenico Induno, patriote et peintre italien (° 14 mai 1815).
- 16 novembre : Đura Jakšić, écrivain, poète et peintre serbe (° 27 juillet 1832).
- 18 novembre : Narcisse Virgilio Diaz (dit Narcisse Diaz de la Pena), peintre et lithographe (° 20 août 1807).
- 19 novembre : Félix De Baerdemaecker, peintre belge (° 31 août 1836).
- 22 novembre : Sándor Rózsa, hors-la-loi et bandit de grand chemin (betyár) hongrois (° 10 juillet 1813).
- 28 novembre :
  - Emmanuel de Crussol d'Uzès, 12e duc d'Uzès (° 18 janvier 1840).
  - George Henry Lewes, philosophe positiviste britannique (° 18 avril 1817).
  - Marco Aurelio Zani de Ferranti, musicien italien, guitariste virtuose et compositeur pour son instrument (° 23 décembre 1801).

- 5 décembre : Giuseppe Benassai, peintre et enseignant italien (° 20 juillet 1835).
- 6 décembre :
  - Jean-Baptiste Meilleur, médecin, homme politique, journaliste et professeur canadien (° 8 mai 1796).
  - Theodoros P. Vryzakis, peintre grec (° 19 octobre 1814).
- 11 décembre : Giuseppe Gauteri, peintre italien (° 30 septembre 1805).
- 23 décembre : Ludwig des Coudres, peintre allemand (° 10 mai 1820).
- 31 décembre : Fabre Geffrard, militaitre et homme politique haïtien (° 23 septembre 1806).